# Paket- und Zeitungspostamt (Leipzig)

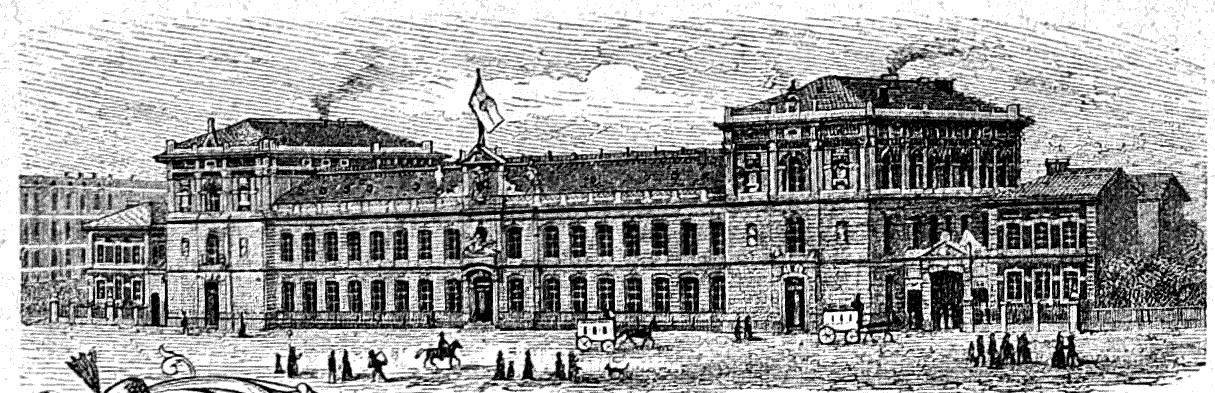
Frontansicht des Hauptgebäudes von der Prager-, damals Hospitalstraße aus zum Zeitpunkt der Eröffnung am 16. Oktober 1880

Das als kaiserliches Paket- und Zeitungspostamt Leipzig erbaute Ensemble ist ein Beispiel historistischer Architektur im Stil der Neorenaissance in Leipzig. Es befindet sich in der Nähe des Johannisplatzes auf Höhe des Grassimuseums an der Prager Straße 4–10. Es wird heute als Geschäftshaus (Hauptgebäude), Wohnhaus (Pavillon), Universitätsarchiv Leipzig (ehemaliger Posthof) und Tanzakademie (zweiter Pavillon) genutzt.

## Geschichte

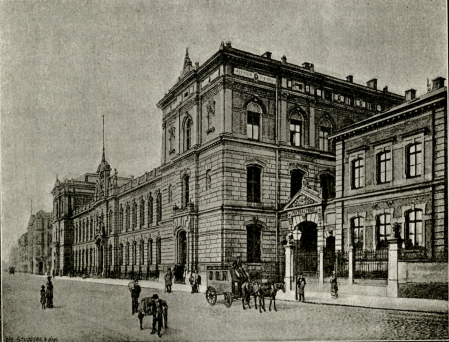
Hauptgebäude und Pavillons von der Prager-, damals Hospitalstraße um 1892

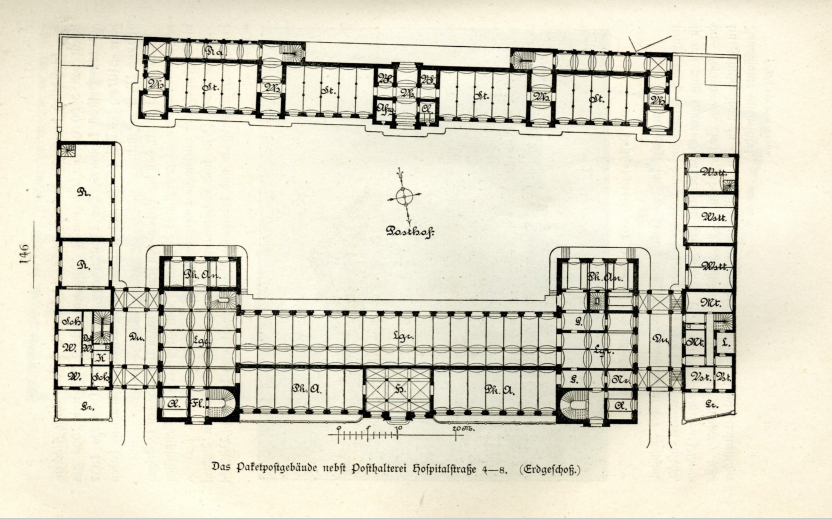
Grundriss Erdgeschoss des Ensembles des Paket- und Zeitungspostamtes 1892

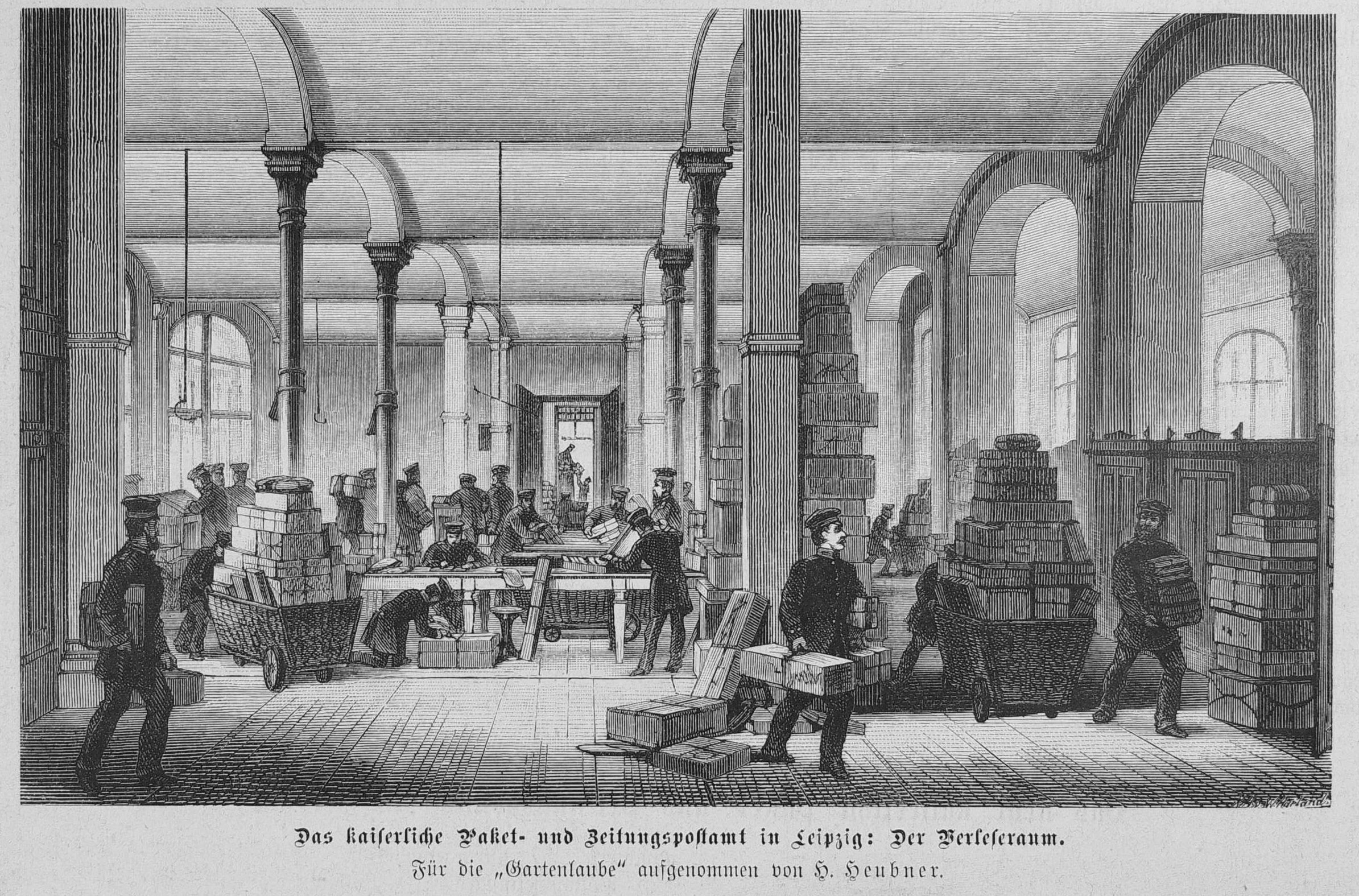
Innenansicht Paketsortiersaal („Verlesesaal“) im Erdgeschoss des Hauptgebäudes

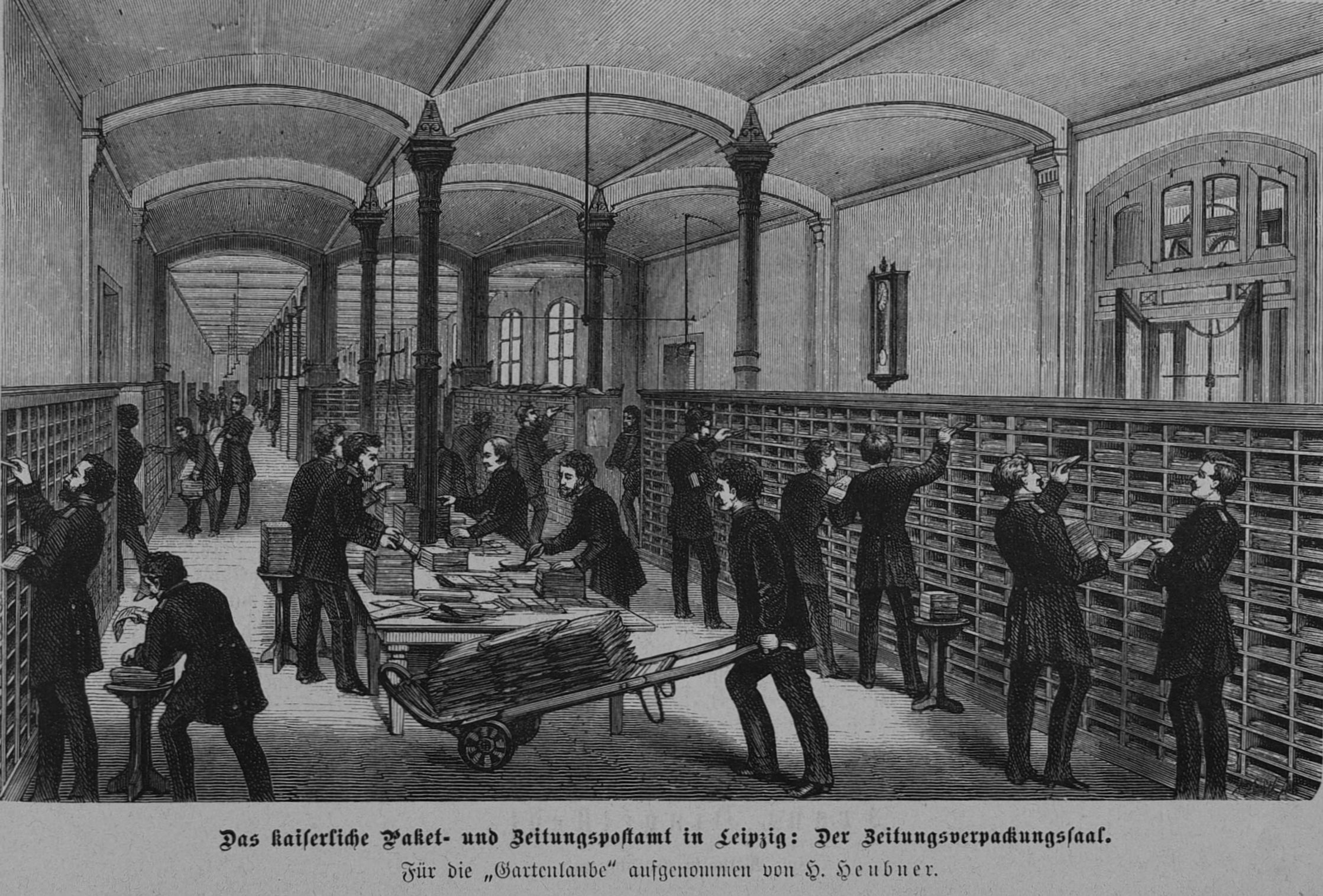
Innenansicht Zeitungssortiersaal („Zeitungsverpackungssaal“) im Erdgeschoss des Hauptgebäudes

Aufgrund des gestiegenen Postaufkommens nach der Gründung des Deutschen Reiches 1871 wurde das zwischen 1836 und 1838 im Leipziger Zentrum am Augustusplatz errichtete Königliche Oberpostamt, das vordem noch andere sächsische Behörden aufnehmen konnte, bald zu klein und es musste ein neues Postamt speziell für die Paketabfertigung erbaut werden.
Das neue „kaiserliche Paket- und Zeitungspostamt“ wurde in den Jahren 1879 bis 1881 mitten im Graphischen Viertel nach Plänen des Postbaurates Carl Zopf (1835–1922) erbaut. Obwohl sich die Bauarbeiten noch bis Mitte 1881 erstreckten, wurde das Postamt am 16. Oktober 1880 seiner Bestimmung übergeben, und erster Amtsvorsteher wurde Postdirektor Kreßner. Es diente dem Umschlag von Paketen von und nach Leipzig (Abfertigung in drei Schüben täglich, morgens, mittags und am späten Nachmittag) und war außerdem zentraler Umschlagort für die Zustellung sowie den deutschlandweiten Vertrieb der in Leipzig als Zentrum des Buchhandels und Buchdrucks erscheinenden ca. 250 Zeitungen und Zeitschriften. Die günstige Lage zwischen Eilenburger und Bayerischem Bahnhof und in unmittelbarer Nähe der Leipziger Großverlage war für den raschen Vertrieb von Büchern und Zeitungen sehr förderlich.
Das Hauptgebäude wurde in Stahlbetonbauweise errichtet. Ursprünglich wurde ein zweigeschossiger Mittelbau von zwei dreigeschossigen Abschlussbauten, die sich zu Seitenflügeln erstreckten, eingeschlossen. Im Parterre befand sich das Paketpostamt („Verlesesaal“) inklusive Abholpostamt für diverse Leipziger Handlungstreibende, die ihre Postsendungen selbst abholen ließen. Im oberen Stockwerk befand sich das Zeitungspostamt. Das Paket- und Zeitungspostamt verfügte über einen mit Erdgas betriebenen Fahrstuhl und eine Luftheizungsanlage. Der Mittelbau war im Ober- wie im Untergeschoss als großer Saal konzipiert, der oben von einer auf gusseisernen Säulen ruhenden Tonnengewölbedecke abgeschlossen wurde.
In den Obergeschossen der Seitenflügel befanden sich Beamtenwohnungen für die Postbeamten.
Rechts und links vom Hauptgebäude befanden sich Durchfahrten für die Transport- und Zustellkutschen der Reichspost, daneben wiederum zwei Seitenpavillons und Seitenbauten, die eine Wagenhalle mit Stellmacherei, eine Schmiede sowie einen mehrgeschossigen Pferdestall samt Getreidelager beinhalteten.
Im Norden bildet die Prager Straße auf Höhe des Grassimuseums die natürliche Grenze. Im Osten grenzt das Ensemble mit seinem östlichen Seitenflügel an die Stephanstraße.
Im Süden (Richtung Goldschmidtstraße) wird das Ensemble durch den ehemaligen Posthof (bzw. „Posthalterei“) begrenzt. Hier befanden sich im Erdgeschoss Stellplätze für bis zu 160 Pferde. Im Obergeschoss befanden sich Wohnungen für die Postillone.
Nach der Wiedervereinigung eröffnete in den Räumlichkeiten eine Filiale der Postbank. Zugleich war das Gebäude vier Jahre ein Sitz der Deutschen Telekom AG.

## Entwicklung im 20. Jahrhundert
Der hintere ehemalige Posthof wurde nur bis zum Sommer 1894 für die Stallungen der Posthalterei und als Unterkunft für Postillione genutzt. Danach wurde das Gebäude bis 1912, als der Leipziger Postbahnhof errichtet wurde, als Telegraphenzeugamt genutzt.
Im Jahre 1909 wurde im Paket- und Zeitungsamt das Postscheckamt Leipzig eröffnet. Nach Auszug des Telegraphenamts zogen Rechnungsstellen des Postscheckamtes und ab 1922 auch Dienststellen des Fernsprechamtes ein.
Beim Luftangriff auf Leipzig am 4. Dezember 1943 brannte das Hintergebäude vom Dachgeschoss bis zum 2. Obergeschoss völlig aus. Lediglich mit einem Behelfsdach versehen, wurde das Gebäude von der Post zu verschiedenen Zwecken genutzt. Unter anderem wurde auch eine Kegelbahn eingebaut und ein Rechenzentrum betrieben.
Nach der Wiedervereinigung eröffnete in den Räumlichkeiten eine Filiale der Postbank. Zugleich war das Gebäude vier Jahre lang ein Sitz der Deutschen Telekom AG.

## Sanierung
Die denkmalgerechte Sanierung und Modernisierung des Ensembles im Hinblick auf die mit langfristigen Mietern abgesprochene künftige Nutzung erfolgte in den Jahren 2009–2011 durch die Leipziger Stadtbau AG, die das Objekt 2008 erworben hatte. 2024 verkaufte die Stadtbau AG das Hauptgebäude (Nr. 8) an die Stadt Leipzig.

## Heutige Nutzung
Nach erfolgter Sanierung und Renovierung werden die Teile des Ensembles wie folgt genutzt:
- Hauptgebäude an der Prager Straße (Prager Straße 8) – Geschäftshaus, derzeit
  - Lecos (IT-Dienstleister der Stadt Leipzig)
  - Bürgertelefon der Stadt Leipzig
- westlicher Pavillon (Prager Straße 4) – unbekannt (mit Codeschloss geschützter Eingang)
- östlicher Pavillon (Prager Straße 10) – PopAkademie der Städtischen Musikschule Johann Sebastian Bach Leipzig
- ehemaliger Posthof/Pferdestall (Prager Straße 6) – Universitätsarchiv Leipzig
- C. Stötzner: Das neue kaiserliche Paket- und Zeitungspostamt in Leipzig. In: Die Gartenlaube. Heft 25, 1881, S. 411–414 (Volltext [Wikisource]).